# Penny Blood
Penny Blood (ペニーブラッド Penī Buraddo?) es un videojuego de rol de próxima aparición desarrollado conjuntamente por Yukikaze, Shade y Studio Wildrose. Su lanzamiento está previsto para 2025 para PlayStation 5, Windows y Xbox Series X/S. Un sucesor espiritual de la serie Shadow Hearts, el juego sigue al detective Matthew Farrell, dotado de magia, durante la década de 1920 mientras investiga eventos sobrenaturales que se extienden por América, Europa y Asia. Incluye varios elementos del juego, incluidas batallas por turnos con elementos en tiempo real y el personaje principal Matthew que se transforma en un poderoso monstruo durante el combate.
Muchos miembros del personal de Shadow Hearts regresaron para desarrollar Penny Blood, incluido el creador de la serie Matsuzo Machida, el artista de personajes Miyako Kato y Yoshitaka Hirota como compositor principal. Machida creó Penny Blood para expresar conceptos similares a los explorados en "Shadow Hearts", aunque dirigido a un público adulto. El proyecto fue revelado como parte de un "Double Kickstarter" junto con el proyecto Armed Fantasia del creador de Wild Arms, Akifumi Kaneko. El proyecto se financió con éxito un día después del lanzamiento de la campaña.

## Premisa y jugabilidad
Penny Blood es un videojuego de rol de próxima aparición ambientado en una versión alternativa de la década de 1920 con elementos de horror gótico. El protagonista principal es Matthew Farrell, un detective privado afincado en Nueva York; heredó el poder de transformarse en poderosos seres parecidos a monstruos de su padre, y aunque odia esta habilidad, la usa al servicio de la Oficina de Investigación para combatir amenazas sobrenaturales nacidas de Malicia. Tras un brote de monstruos en un asilo, termina en una misión que abarca desde América hasta Europa y Asia persiguiendo a un peligroso criminal. A él se unen la medio mecánica Emilia Dawson del Servicio Secreto de Inteligencia británico y Suseri Otsuki de la organización ficticia japonesa Kamuzumi.
El juego presenta a Matthew viajando entre diferentes lugares del mundo a través de un mapa del mundo, explorando mazmorras alrededor de esos lugares y luchando contra enemigos. Las batallas utilizan un sistema de combate por turnos, con acciones que activan un minijuego de botones en tiempo real llamado Psycho Sigil; Golpear áreas en el Sigil titular en el momento adecuado completa el ataque. Cada personaje tiene un número limitado de puntos de cordura que disminuyen cada turno, y el personaje obtiene un impulso en el ataque cuando su cordura se agota.

## Planificación y desarrollo
Penny Blood fue creada por Matsuzo Machida como sucesor espiritual de Shadow Hearts, una serie desarrollada por Sacnoth y lanzada entre 2001 y 2005. Tras el lanzamiento de Shadow Hearts: From the New World, el equipo de desarrollo se fue para independizarse, y Machida y el artista de la serie Miyako Kato fundaron Studio Wildrose. Machida creó la historia y los conceptos como una expresión alternativa de los temas y mecánicas que creó para Shadow Hearts, aunque apuntando a una audiencia adulta. Su intención era llevar los temas más oscuros que se habían eliminado gradualmente de Shadow Hearts tan lejos como fuera posible dentro de un juego maduro, aunque se conservarán algunos elementos cómicos como en Shadow Hearts: Covenant . Si bien se mantuvo cierta terminología como Malice y Sanity Points, no había otra conexión con Shadow Hearts. El título del juego era una referencia al Penny dreadful, un estilo popular de literatura en serie durante el siglo XIX, mientras que el logotipo incluía una referencia a las Obol de Caronte dadas a los muertos.
La planificación y preproducción de Penny Blood comenzaron en 2021. El juego está siendo desarrollado conjuntamente por Studio Wildrose, el recién fundado Yukikaze y el desarrollador externo Shade. Machida actuó como director, diseñador principal y guionista. Kato regresó como director de arte y diseñador de personajes, con Nobutaka Hanya como diseñador de monstruos y Masato Watanabe como artista conceptual. El compositor de Shadow Hearts Yoshitaka Hirota regresó como compositor principal, con Akira Kaida también contribuyendo con la música. También se anunció que los compositores invitados Nobuo Uematsu y Kenji Ito serían parte del proyecto, creando música para locaciones estadounidenses y japonesas respectivamente. El escenario fue elegido debido a la fascinación de Machida por el período, del que muchos países sobreviven hasta el día de hoy con actitudes y relaciones cambiadas. Al crear el concepto Fusion para Penny Blood, Machida utilizó el tema de figuras "santas" en los cuentos en lugar de la inspiración demoníaca de Shadow Hearts. Los diseños de personajes de Kato reflejaron el tono más oscuro con una paleta de colores desaturados y diseños basados en cómics estadounidenses, siendo "Oscuridad" la palabra clave para el diseñador visual general.
Machida y el creador de Wild Arms, Akifumi Kaneko, se conocieron a través de un amigo en común durante la planificación inicial de Penny Blood, y se enteraron de que Kaneko quería crear un sucesor espiritual de Wild Arms titulado Armed. Fantasía. Inspirado por el éxito de Eiyuden Chronicle: Hundred Heroes en Kickstarter en 2020, se decidió financiar y medir el interés en los proyectos a través del crowdfunding. Como podría haber problemas para financiar cada proyecto individualmente, los dos decidieron unirse para crear un "Double Kickstarter" que financiaría ambos juegos. La campaña Kickstarter se anunció el 26 de agosto y se puso en marcha dos días después, el 29 de agosto, con un presupuesto combinado de 750.000 dólares para financiar ambos proyectos inicialmente para Windows; Además de la cofinanciación, el equipo también implementó niveles de financiación separados y objetivos ambiciosos para los dos juegos. El objetivo de financiación se alcanzó en menos de 20 horas y el objetivo ambicioso para las versiones de consola para PlayStation 5 y Xbox Series X/S se financió al día siguiente. Cuando la campaña cerró el 30 de septiembre, había generado más de 2,6 millones de dólares en financiación, superando todos los objetivos ambiciosos anunciados para ambos juegos. Los objetivos ambiciosos incluían un New Game+, misiones adicionales y mecánicas de juego, minijuegos, elementos cruzados con Armed Fantasia y una novela secuela que detalla los eventos posteriores al juego. Machida planea lanzar "Penny Blood" durante 2025.